# Badmé
Badmé (en tigrigna : ባድመ ; en arabe : بادم) est une ville située à la frontière entre l'Érythrée et l'Éthiopie.
Revendiquée par les deux pays, elle est le prétexte de la guerre entre les deux pays frontaliers qui se déroule entre 1998 et 2000. D'abord conquise par l'Érythrée en 1998, elle est reprise par les forces éthiopiennes en 2000 au prix de milliers de morts.

## Historique

### Conflit frontalier
Les frontières de l'Éthiopie et de l'Érythrée suivent une ligne définie par le traité d'Addis-Abeba entre l'Éthiopie et l'Italie, qui gouverne l'Érythrée en tant que colonie à l'époque. Cependant, la frontière près de Badmé est mal définie dans le traité, et lorsque l'Érythrée devient une nation indépendante en 1993, chacun des deux pays se dispute le tracé réel de cette frontière. La ville de Badmé est cédée par le Front de libération du peuple du Tigré (prédécesseur du Front démocratique révolutionnaire du peuple éthiopien (EPRDF), ancien parti au pouvoir en Éthiopie) au Front populaire de libération de l'Érythrée (prédécesseur du Front populaire pour la démocratie et la justice, l'organisation au pouvoir en Érythrée) en novembre 1977.
Le gouvernement éthiopien considère Badmé comme l'une des quatre villes du woreda de Tahtay Adiyabo. Outre Badmé, d'autres zones contestées le long de la frontière érythréenne-éthiopienne comprennent Tsorona-Zalambessa et Bure.
Des accrochages entre les forces érythréenne et éthiopiennes au début du mois de mai 1998 donnent lieu à deux ans de combats intenses dans la région entre les deux pays qui feront plus de 80 000 morts,,.
En 2000, l'Érythrée et l'Éthiopie signent les Accords d'Alger, qui transmettent le traitement du différend frontalier à une commission de La Haye. Dans ces accords, les deux parties s'engagent à l'avance à se conformer à la décision de la commission. Le 13 avril 2002, la Cour permanente d'arbitrage de La Haye décide que la ville se situe en Érythrée, mais l'Éthiopie refuse depuis d'appliquer cette décision. En conséquence, des milliers de personnes déplacées à l'intérieur du pays se retrouvent dans des camps de réfugiés et la menace d'une reprise de la guerre redevient pesante.
En 2002, les autorités de la région du Tigré en Éthiopie réinstallent environ 210 personnes du centre du Tigré à Badmé.
En 2005, les habitants de Badmé votent aux élections éthiopiennes pour la première fois depuis l’indépendance de l’Érythrée en 1991''.
La tension demeure entre les deux pays, et s'aggrave à l'issue du retrait de la force d'interposition des l'Organisation des Nations unies en 2006.
En juin 2018, à la suite d'une réunion du conseil exécutif du Front démocratique révolutionnaire du peuple éthiopien, le parti au pouvoir en Éthiopie, le gouvernement éthiopien annonce son intention de se retirer de Badmé et de céder la ville à l'Érythrée. Un sommet bilatéral organisé le mois suivant met fin au conflit frontalier.

### Guerre du Tigré
Pendant la guerre du Tigré, les armées éthiopienne et érythréenne mènent des attaques contre Badmé. Le 19 décembre 2020, un diplomate étranger déclare que des milliers de soldats érythréens sont engagés au Tigré. Deux autres diplomates affirment que les troupes érythréennes sont entrées en Éthiopie par trois villes frontalières du nord: Zalambessa, Rama et Badmé.

## Démographie
L'Agence centrale de la statistique d'Éthiopie rapporte en 2005 que cette ville possède une population totale estimée à 1 563 habitants, dont 834 hommes et 729 femmes.